# Lega Italiana Nuove Famiglie
La Lega Italiana Nuove Famiglie, originariamente denominata Lega Italiana delle Famiglie di Fatto, è un'associazione senza scopo di lucro italiana. È stata fondata a Roma nel 1997 al fine di promuovere l'adozione da parte del legislatore italiano di istituti a tutela delle famiglie di fatto, formazioni sociali prive di riconoscimento.

## Finalità
L'associazione, diffusa in tutto il territorio nazionale, si batte affinché trovino spazio nella legislazione italiana norme a tutela dei diritti delle coppie conviventi, sul modello dei Pacs francesi, tanto per gli eterosessuali quanto per gli omosessuali.
Il 9 giugno 2007, a Firenze, il Congresso Nazionale ha stabilito che l'associazione cambiasse nome, diventando LINFA, Lega Italiana Nuove Famiglie, con lo scopo dichiarato di allargare l'utenza di riferimento, proponendosi di rappresentare tutte le famiglie, da quelle tradizionali a quelle di fatto.
Presidente: Alessandro Zan, vicepresidente: Adele Parrillo (compagna di Stefano Rolla, regista ucciso a Nassirya, le fu impedito di partecipare ai funerali di Stato in quanto convivente e non moglie).
Il 28 gennaio 2012 a Marciano della Chiana (AR) si è svolto il secondo congresso di Linfa che ha eletto Presidente Marco Volante, vicepresidente Bruno Tommassini e segretario Davide Montanari. Alessandro Zan e Adele Parrillo restano nella segreteria.

## Rapporti con le istituzioni
Nel maggio 2007 chiesero al ministro Bindi di partecipare alla conferenza sulla famiglia; il permesso fu negato e la LINFA organizzò una contromanifestazione.